# Cortisone alfa-reduttasi
La cortisone alfa-reduttasi è un enzima appartenente alla classe delle ossidoreduttasi, che catalizza la seguente reazione:
4,5α-diidrocortisone + NADP+ ⇄ cortisone + NADPH + H+